# Jules Düblin
Jules Düblin (* 30. August 1895; † 1992) war ein Schweizer Fussballspieler und Sportfunktionär.
Düblin spielte für den FC Basel, hauptsächlich als Stürmer. Später wurde er Vorstandsmitglied des FC Basel. Er war als Bankier und Politiker tätig, sowie als Autor und privater Kunstsammler.

## Fussballkarriere
Zwischen 1919 und 1926 bestritt Düblin insgesamt 57 Spiele für den FC Basel und erzielte insgesamt 5 Tore. 27 dieser Spiele fanden in der Schweizer Serie A statt, 30 waren Freundschaftsspiele. Er erzielte vier Tore in der heimischen Liga, das fünfte wurde während der Testspiele erzielt.
Düblin war auch Vorstandsmitglied des FC Basel. Er präsidierte den Klub in der Zeit von Juli 1946 bis Mai 1959. Somit ist er in der Geschichte des Klubs der dauerhafteste Präsident, den der Verein bisher hatte. In die Zeit seiner Präsidentschaft fiel auch der erste Meistertitel des FC Basel.
Als Präsident des Vereins vertrat er diesen in der Schweizerischen Fussballliga (SFL) und wurde 1965 zum Ehrenmitglied ernannt.

## Privatleben
Düblin arbeitete später als Bankier und wurde Bevollmächtigter der Schweizerischen Bankgesellschaft. Nach seiner Karriere war er Gründungsmitglied der VPK UBS Basel (einer Gruppe pensionierter Bevollmächtigter der Schweizerischen Bankgesellschaft).
Als Politiker war Düblin Mitglied des Grossen Rates von Basel-Stadt und wurde 1953 dessen Präsident.
Als privater Kunstsammler sammelte er auch Erinnerungsstücke des FC Basel. Viele seiner FCB-Objekte wurden im inzwischen liquidierten Schweizerischen Sportmuseum in Münchenstein aufbewahrt. Eines der wertvollsten Stücke ist ein Foto des ersten Trainings des Teams im Landhof im Jahr 1893.